# A Man-sziget történelme
A Man-sziget történelme négy szakaszra osztható. Az első szakaszban briton anyanyelvű emberek népesítették be a szigetet. A következő időszak kezdetét a viking invázió és a skandináv uralom elterjedésének kezdete jelezte. A harmadik időszakot Anglia dominanciája jellemezte. 1866 óta a decentralizált hatalomnak köszönhetően a Man-sziget saját maga irányítja belügyeit.

## Briton uralom
A sziget történetének ez a korszaka a misztikumok homályába vész. A 6. század végén a hőstetteiről ismert Báetán mac Cairill, Ulster egyes források szerint, itt a Man-szigeten, más források szerint pedig Skóciában a Clyde és a Forth torkolatánál hozta létre országát. Még ha Northumbriai Edwin el is foglalta a területet, amit abban a korban Menavian-szigeteknek hívtak, ez semmilyen hatásos következménnyel nem járt. Amikor az angolok idehajóztak Cumberland (történelmi megye) és Lancashire partjairól, nem tudták megtartani birtokaikat a nyugatra fekvő szigeten. Azon persze el lehet gondolkodni, hogy mikor Ecgfrith northumbriai király seregei 648-ban, amikor Írországot Dublintól Droghedáig felforgatták, ideiglenesen meghódíthatták a szigetet.
Az első évezred végén telepesek jelentek meg a szigeten Írországból. A manx egy goidel nyelv, ez az ír származás egyik bizonyítéka. Régebbi bizonyítékok arra utaltak, hogy a területre a walesiül beszélő lakosság volt a jellemző. Nagy történelmi bizonyítások állnak amellett az érv mellett, hogy a mai nyelv túlélte az északi hódítást, mint ahogyan arra is, hogy távozásuk után újra elterjedt a régi nyelv.
A hagyomány szerint egy ír misszionárius, St. Maughold (Maccu) terjesztette el a szigeten a kereszténységet. Ennek emlékére egy egyházkerületet róla neveztek el. A sziget neve Mannanan, Neptunus itteni megfelelőjének nevéből származik.

## Skandináv uralom
A skandinávok uralmának ideje alatt két nagy korszakot különböztethetünk meg, melyek választóvonala Man 1079-es megszállása, mikor Godred Crovan uralma alá kerül. Háború és nem letelepedett lakosság jellemzi az első korszakot, míg a második rész sokkal békésebb időszaknak mutatkozik.
800 és 815 között vikingek jártak a szigeten, hogy zsákmányokat szerezzenek maguknak. 850 és 990 között, amikor itt letelepedtek, a sziget a skandináv dublini király uralma alatt állt. 990 és 1079 között a terület Orkney erős jarljainek csataterévé vált.
1025 és 1065 között a szigeten pénzverde működött. Az első érméket importált 2 pennisek alapján, a dublini hű másaként verték. Először Sihtric, Dublin királya veretett ilyen érméket. Ez azt mutatja, hogy Man a Dublini Királyság hatalma alá tartozott.
Az izlandi származású hódító, Godred Crovan (1080–1095) a Chronicon Manniae adatai szerint leigázta teljes Dublint és Leinster nagy részét. Valószínűleg őt hívja a népemlékezet Manben Gorse vagy Orry királynak. Azokat a szigeteket, amelyek uralma alatt álltak, összefoglaló néven Suðr-eyjarnak (déli szigeteknek) és Norðr-eyjarnak, (északi szigeteknek) hívták. Utóbbiak közé tartozott az Orkney- és a Shetland-szigetek, valamint a Hebridák, Man és Skócia kisebb, a főszigettől nyugatra elhelyezkedő szigetei. A későbbiekben örökösei a Rex Manniae et Insularum címet viselték. (Lásd: A Man-sziget és a Hebridák uralkodóinak listája.)
Olaf, Godred fia, tekintélyes hatalommal bírt, és a krónika szerint olyan közeli kapcsolatokat ápolt a skót és az ír királlyal, hogy senki nem merte megtámadni a szigetet uralkodása (1113–1152) alatt. Fia, Godred (1153–1158), aki egy rövid ideig Dublin felett is uralkodott, mivel összeveszett Somerleddel, Argyll irányítójával, 1156-ban a főszigethez közelebb fekvő kisebb területeket elvesztette. Így a királyság két része között valamilyen szintű szuverenitás már megmutatkozott.
Az 1130-as években az egyház egy kisebb csoportot küldött a szigetre, hogy megalapítsa a sziget első püspökséget, melynek élére Wimundot nevezték ki. Ő viszont hamar feladta foglalkozását, amely az emberek halásza volt, és inkább az emberek vadásza lett, és inkább a gyilkolásban akart sikereket elérni, így Skóciában és a környező szigeteken kezdett el fosztogatni.
A 14. század elején, mikor III. Ragnald (1187–1229) hűbéri esküt tett I. Jánosnak, ekkor avatkozik be először Anglia a Man-sziget belügyeibe. Viszont egy skót uralom még megelőzi az angolok teljes uralmát a sziget felett. Az egész skandináv időszakban a sziget lakói névlegesen a norvég király uralma alatt álltak, de ezt a norvégok ritkán érzékeltették. Először I. Harald 885-ben, majd ezt követően III. Magnus 1100 környékén: mindkétszer elfoglalták a szigetet. A 12. század közepétől 1217-ig a norvégok csak nagyon halványan játszottak szerepet a sziget életében. Amikor viszont észbe kaptak és szerették volna növelni befolyásukat, már egy megerősödött Skóciával találták szemben magukat.

### Skócia időszaka
Végül 1261-ben III. Sándor követeket küldött Norvégiába, hogy megállapodjanak a sziget jogi helyzetéről, de a követség eredmény nélkül tért haza. Ezután háborút indított a norvégok ellen, ami 1263-ban a largsi csatához vezetett. IV. Haakon a következő télen meghalt, így Sándor király eredményesen sikerre tudta vinni a háborút. III. Magnus, Man és a környező szigetek királya (1252–1265), aki a norvégok oldalán harcolt, át kellett adnia Man kivételével az összes általa uralt szigetet, amikre hűbéresküt tett. Két évvel később Magnus király meghalt, és 1266-ban VI. Magnus a perthi béke értelmében átadta a szigeteket, Skóciának Mannel együtt. 1275-ig kellett elmúlnia az időnek, mire a skót uralom a szigeteken megszilárdult, mikor a naxok döntő vereséget szenvedtek a ronaldswayi csatában, Castletown mellett.

## Angol fennhatóság alatt
1290-ben I. Edward angol király birtokába került a sziget, s egészen 1313-ig Anglia kezében volt, amikor ötheti ostrom után elfoglalta Rushen várat. Innentől egészen 1346-ig hol angol, hol skót uralom volt a szigeten. Ekkor a Neville's Cross-i csata után az angolok oldalára billent a mérleg.
1333 körül Mant III. Edward William de Montacute-nak, Montacute 3. bárójának adományozta mindenféle feltétel és kötelezettség nélkül. 1392-ben fia eladta a szigetet annak önállóságával együtt Sir William Le Scroope-nak. 1399-ben VI. Henrik lefejeztette az új tulajdonost, mert az II. Richárd oldalán szállt be a harcokba. Így a sziget újra a korona fennhatósága alá, ezt követően Henry Percy tulajdonába kerül, de miután jogképtelenné vált, a szigetet 1405-ben teljes védelméről biztosítva Sir John Stanley-nek adta. 1406-ban ezt az adományozást kiterjesztették és feudális jellegűvé tették. Ez időtől Stanley minden örököse jogosult a föld használatára, cserébe pedig minden angol király koronázására 2 sólymot kell vinni.
Mikor a királyhoz közelebb álló Stanley család birtokába került a sziget, attól kezdve békés időszak köszöntött a terület lakóira. Habár a sziget új tulajdonosai ritkán látogatták új szerzeményük partjait, az őket helyettesítő felügyelő kormányzók nem éltek vissza hatalmukkal, mert rájuk is lesújtott volna a törvény szigora. A családnak összesen tizenhárom tagja vezette a szigetet a történelem folyamán, II. John Stanley, (1414–1432), James, a 7. gróf (1627–1651) és az ugyanilyen nevű 10. gróf (1702–1736) volt a sziget történetére a legnagyobb hatással. Az első korlátozta a helyi bárók hatalmát, bevezette a törvényszéki ítélkezést a csatatéren elintézett ügyek helyett, és elrendelte az írásos törvénykezést. A másodikat Nagy Stanleyként emlegetik a sziget lakói.

### Angol polgárháború és interregnum
1643-ban I. Károly elhatározta, hogy elmegy Manre, ahol az emberek semmit nem tudtak arról, mi történik Angliában, és zendülést keltettek. Amikor a király megérkezett az angol katonákkal, minden ilyen irányú tevékenység abbamaradt. Károly nyájasságával, udvariasságával kibékítette az embereket, angolokat hozott, akik különböző iparművészetet tanítottak a helyieknek, megpróbált segíteni a földműveseknek azzal, hogy elterjesztette a manxi lófajtát, ugyanakkor megnyirbálta az egyház előjogait. Ennek ellenére az itt élőknek soha nem volt kevesebb szabadságjoguk, mint az ő uralma alatt. Nagymértékű adó sújtotta az itt lakókat, a katonáknak kötelező volt szállást és ételt biztosítani, és egyre több sérelem született olyan okból, hogy kötelező volt nekik elfogadni a három generációra szóló bérletet ahelyett, hogy saját tulajdonba vehették volna földjeiket. Hat hónappal Károly király halála, 1649. január 30. után hatósági felszólítást kapott Ireton tábornok aláírásával hogy adja át a szigetet, amit olyan könnyedén hanyatlásba döntött. 1651 augusztusában néhány katonájával Angliába ment, akik között 300 manx volt, és II. Károly csapataihoz csatlakoztak. Együtt támadtak Worcesternél a királyhű csapatokra. Ez később döntő fontosságúnak bizonyul. A csata alatt elfogták, a Chester Castle-be vitték, és miután megszületett az ítélet, Wiganben lefejezték.

### Felkelés
Röviddel halála után a manx hadsereg William Christian (ismertebb manx nevén Illian Dhone felkelt az irányító gróf ellen, és Rushen valamint Peel kivételével az összes összes erődöt elfoglalták. Utána egy parlamentarista csapathoz csatlakoztak, akiket Robert Duckenfield irányított. Ennek a csapatnak a gróf kis hezitálás után megadta magát. Cromwell szeptemberbenThomas Fairfaxot nevezte ki a Man-sziget és a környező szigetek lordjává. Így Man monarchikus állapotok között maradt, s kapcsolata Angliával változatlanul folyt tovább.

### A Stanley-k restaurációja
A Stanley-kormány restaurációjára 1660-ban került sor. Ez olyan kevés súrlódást és változást hozott, mint a vezetők eltávolítása. Egyik első rendelete az volt, hogy Christiant hallgassák ki. Bűnösnek találták, és lefejezték. A többi, a felkelés miatt elítélt ember közül csak hárman nem részesültek az általános amnesztiában. De nekik a feljebbviteli tanács, az Order of Council megbocsátott, és a Christian ellen ítélkező esküdteket megbüntették. Következő rendeletének hatására a helybeliek nagyobb számban tértek át a halászatra, illetve terjedt a feketekereskedelem.
A mezőgazdasági kérdések csak 1704-ben kezdtek lecsillapodni, mikor János, Károly testvére örököse Wilson püspök hatására belement bérlőivel egy megállapodásba, ami egy törvényben, a letelepedési törvényben öltött testet. Megállapodásuk biztosítékot nyújtott a bérlők számára azzal, hogy egy kisebb, fix éves díjat kell fizetniük, és ezért cserébe megvédte őket ingatlanuk tulajdonában. A törvény jelentősége miatt a helyiek ezt hívják a saját Magna Cartájuknak. Ahogy az idő haladt és a házak értéke emelkedett, a reálértéke a bérleti díjnak egyre csökkent, mivel annak nominális értéke rögzített volt.

### Átruházás
1736-ban James meghalt, s a sziget tulajdonjoga James Murreyra, az Atholl 2. hercegére (1690–1764) szállt. 1764-ben őt egyetlen túlélő gyereke, Charlotte Murray (1731–1805) követte. Férje (felesége jogán) Man Lordja lett. 1720 környékén a feketekereskedelem nagyon megnőtt. 1726-ban a parlament egy ideig ellenőrzése alatt tartotta, de az atholl rezsim utolsó tíz évében (1756–1765) a birodalmi bevételek olyan nagy arányát adta ez a kereskedelem, hogy érdemes volt inkább elhallgatni. A parlament 1765-ben elfogadta a Revesting Actot, mely megnyirbálta a sziget önállóságát, így többek között a vámbevételek itt maradó részét 70 000 fontban maximálta, és évente kellett fizetni a hercegnek egy díjat. A szigeteknek továbbra is meghagyták az uradalmi jogait, a püspökségi védelmet és egyéb mellékbevételeket, míg ezeket a jogokat 1828-ban el nem adták 417 144 fontért.
Eddig az ideig minden törvényt a Tynwald hozott, a kormánnyal előzetesen egyeztetve és megállapodva. Ezen kívül ellenőrizte a sziget pénzügyeit. A Mischief Act elfogadása után a parlament felügyelete alá került a vámok, a kikötők és a kereskedelmi hajók kérdésköre. Ezek a hatásköri átrendezések sokkal inkább érintették a szigetek (íratlan) alkotmányát, mintsem az, hogy innentől Nagy-Britannia és Írország Egyesült Királyságának a királya lesz a legfőbb hatalom a szigeten is. Középkori törvényei és rendeletei érintetlenül maradtak, de maga a folyamat ezekre is kedvezőtlen hatást gyakorolt. A származásuk miatt ezt a címet viselő lordok ritkán mutatták, ha egyáltalán mutatták valaha egy felelősen működő kormány képét, de nagy részük valamilyen szakirányért felelős volt, és mindenkinek érdekében állt, hogy az itt lakók jómódban éljenek. Viszont innentől ezek a feladatok hivatalnokok kezébe kerültek, akik az itt lakókat átkos csempészek seregének tekintették, és annyi bevételt próbáltak belőlük kipréselni, amennyit csak lehetett.
Néhány esetben könnyítést hozott John Murrey kormányzási ideje 1793 és 1826 között. Bár sokszor vitatkozott a House of Keyszel és saját érdekeit is szem előtt tartotta, de gyakran küzdött a helyiek jólétének emeléséért is. Távozása után az angol hivatalnokok csökkentették a szigeten élők hatalmát, de több megértést mutattak, mint annak előtte. Ezen felül a csempészés, amit a Revesting Act csak ellenőrzött, de nem tett lépéseket csökkentése irányába, ez is hanyatlásnak indult, és mióta a manx államkassza folyamatos és egyre gyorsuló növekedést tudott felmutatni, a hatóságok sokkal szívélyesebben tekintettek a Man-szigetre. Ennek a ténynek, valamint a brit kormányba 1837-ben, 1844-ben és 1853-ban bekerült manx minisztereknek köszönhetően a szigetet sújtó vámtételek csökkenni kezdtek.

## Modern idők
1866 után, amikor a sziget legalább részben valamivel több szabadságjogot kapott, a manxok emlékezetes fejlődésen mentek keresztül. Jelenleg a sziget adóparadicsom, és gyorsan növekszik a turizmusa is.
Az első és a második világháború idején szintén internálótábor működött.
A huszadik század eleje a zene, a tánc és a manx nyelv feltámadását hozta a szigeten. A nyelv fejlődése ugyanakkor csak időlegesnek bizonyult, mivel az utolsó manx anyanyelvű az 1970-es években meghalt. A huszadik század közepén Éamon de Valera meglátogatta a szigetet, s mikor meglátta az itteni állapotokat, rögtön két kamionnyi segítséget küldött Az idő előrehaladtával a turizmus egyre inkább hanyatlott, mivel az ír és az angol turisták inkább Spanyolországba repültek nyaralni előre szervezett társasutazások keretében. A helyzet megoldásaképpen a kormány a szigetből adóparadicsomot csinált. Míg ez alapvető hatást gyakorolt a manx gazdaságra, a rendszer ellenzői rámutattak, hogy így növekszik az országban a korrupció és a pénzmosás is egyre nagyobb volumenben zajlik. Ez adta a legnagyobb ösztönzőerőt a manx nemzettudat fejlődéséhez az elmúlt években, s így egyre inkább növekszik a Mec Vannin és a Manx National Party (Manx Nemzeti Párt) támogatottsága.
Az 1990-es években és a 21. század elején a manx kultúra újabb virágkorát éli. Megnyílt a sziget első manx nyelvű általános iskolája, és a sziget gazdasága is újraértékelés alatt áll.